# Alfred Stern (historiker)

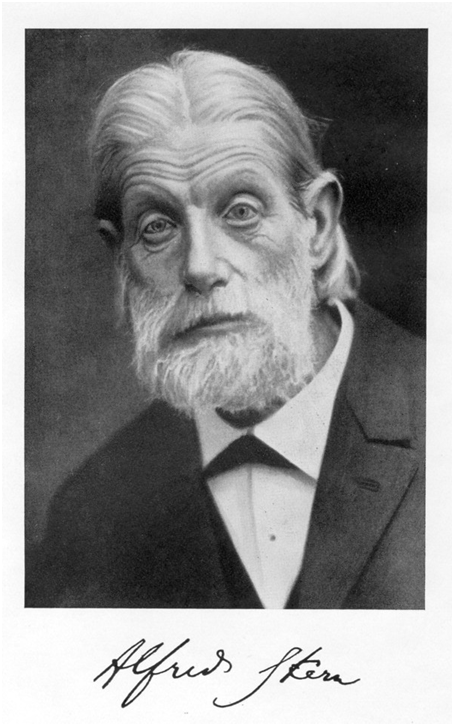
Alfred Stern.

Alfred Stern, född den 22 november 1846 i Göttingen, död den 24 mars 1936 i Zürich, var en tysk historiker. Han var son till matematikern Moritz Stern.
Stern tjänstgjorde en tid som amanuens i generallandsarkivet i Karlsruhe, blev docent i Göttingen 1872 samt professor i allmän historia 1873 i Bern och 1887 vid polyteknikum i Zürich. Han blev emeritus 1928. Sterns huvudarbete är det betydande verket Geschichte Europas seit den Verträgen von 1815 bis zum Frankfurterfrieden von 1871 (10 band, 1894–1924; band 1 och 2 i 2:a upplagan 1913), av kritiken hälsat som "det grundligaste och mest opartiska verk, som skrivits om den samlade politiska utvecklingen i Europa" under ovannämnda tid; särskilt prisades skildringen av revolutionsåret 1848 som överlägsen alla andra, vilka dittills framträtt. Bland hans övriga skrifter kan nämnas John Milton und seine Zeit (1877–1879), Geschichte der Revolution in England (1881; 2:a upplagan 1898) och Das Leben Mirabeaus (1889).  År 1914 utkom ett band Reden, Vorträge und Abhandlungen.